# Hemieleotris latifasciata
Hemieleotris latifasciata är en fiskart som först beskrevs av Meek och Hildebrand 1912.  Hemieleotris latifasciata ingår i släktet Hemieleotris och familjen Eleotridae. Inga underarter finns listade i Catalogue of Life.